# Nacimbio
Nacimbio (russisch Национальная Иммунобиологическая Компания, deutsche Transkription Nazionalnaja Immunobiologitscheskaja Kompanija, deutsche Translation Nationales Immunbiologisches Unternehmen) ist eine russische Holdinggesellschaft für mehrere Unternehmen der pharmazeutischen Industrie. Nacimbio ist Teil des staatlichen Rostec-Konzerns.
Die Unternehmensgruppe entwickelt und produziert immunologische Arzneimittel und liefert rund 90 % aller Impfdosen für den russischen Impfkalender (Volumenanteil). Weiterhin werden Blutprodukte, Bakteriophagen sowie Allergene und Allergoide vertrieben. Als staatlich kontrollierte Gruppe soll Nacimbio die nationale Souveränität Russlands in der Produktion von und Versorgung mit immunologischen Präparaten sicherstellen.

## Tochtergesellschaften
Zu den Tochtergesellschaften von Nacimbio gehören:
- AO Mikrogen[5]
- OOO Fort
- OAO Sintes